# Pantopipetta australis
Pantopipetta australis is een zeespin uit de familie Austrodecidae. De soort behoort tot het geslacht Pantopipetta. Pantopipetta australis werd in 1914 voor het eerst wetenschappelijk beschreven door Hodgson. 